# Підготовка до проведення чемпіонату Європи з футболу 2012
Підготовка до проведення чемпіонату Європи з футболу 2012 тривала з 2007 по 2012 рік. 

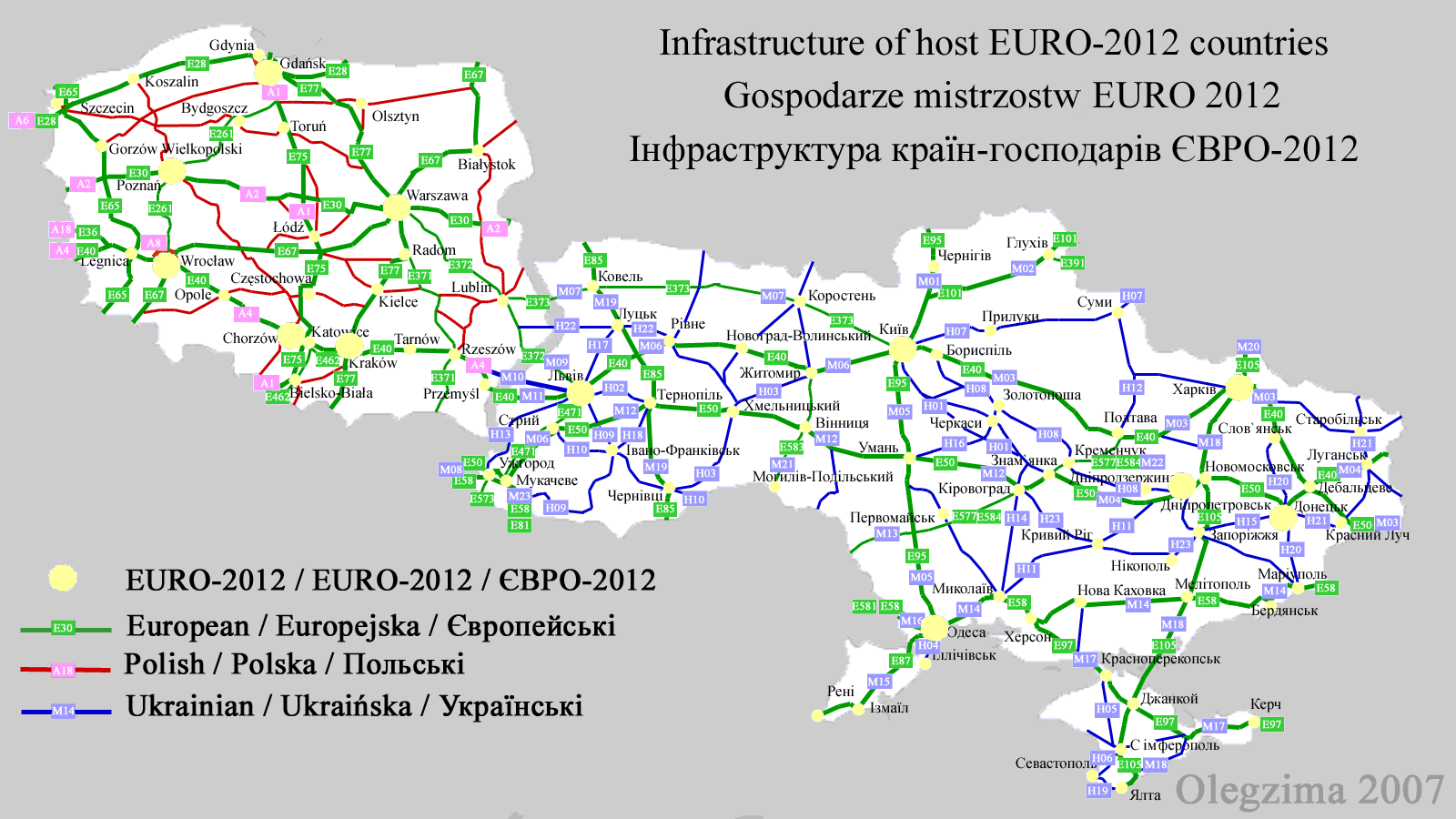
Інфраструктура

Домовленості щодо створення організаційного комітету з підготовки до Євро-2012 було досягнуто 19 квітня 2007 р. у ході зустрічі прем'єр-міністра України Віктора Януковича і прем'єр-міністра Польщі Ярослава Качинського у Варшаві.
Цей оргкомітет створено у середині травня 2007 року і очолив його прем'єр-міністр України.
Верховна Рада України затвердила заходи щодо організації і проведення фінальної частини чемпіонату Європи-2012 з футболу в Україні. За даними Мін'юсту, у 2007—2012 роках на підготовку і проведення фінальної частини турніру в Україні буде потрібно 1,42 млрд гривень, у тому числі з державного бюджету — 1,22 млрд гривень, з місцевих бюджетів — 0,2 млрд гривень. Крім того, очікується, що витрати з позабюджетних джерел складуть 20 млрд гривень

## Низькі темпи підготовки, візитПлатіні
У січні 2008 року інфраструктура України була практично у такому ж стані, як і півроку до того — у момент проголошення господаря Євро-2012. Керівництво УЄФА на чолі з президентом цієї організації Мішелем Платіні попередило Україну про можливість проведення турніру деінде, якщо протягом 2008 року темпи підготовки до чемпіонату Європи не зростуть.
Через кілька днів після завершення чемпіонату Європи 2008 на тлі спекуляцій, що Польща та Україна можуть втратити нагоду приймати Євро-2012 через їхню неготовність та брак поступу, Платіні побував у Варшаві аби перевірити готовність Польщі провести чемпіонат, а вже 3 липня 2008 року відвідав Київ, щоб на власні очі побачити хід робіт щодо підготовки до турніру і обговорити реконструкцію Олімпійського стадіону. Президент УЄФА зустрівся з Віктором Ющенком та Юлією Тимошенко і заявив, що остаточне рішення про готовність України та Польщі буде оголошено після засідання УЄФА у Бордо наприкінці вересня.

## Підтвердження статусу господаря

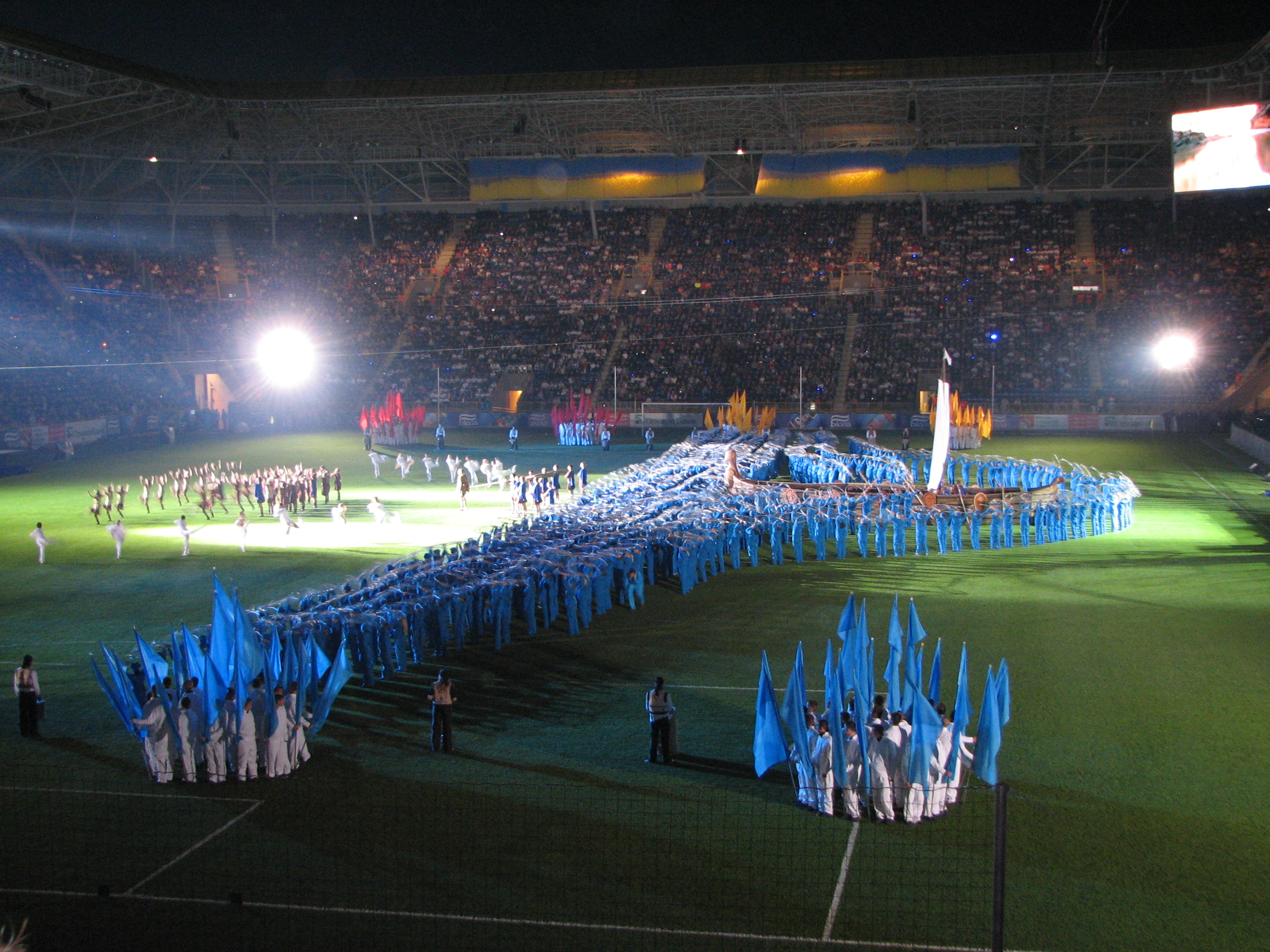
Церемонія відкриття стадіону «Дніпро-Арена» у місті Дніпропетровську (2008)

26 вересня 2008 року після засідання виконавчого комітету УЄФА в Бордо, європейські футбольні функціонери заявили, що право на проведення Євро залишилось в України та Польщі. Також УЄФА оприлюднила головні вимоги щодо підготовки — ключовими пунктами названо завершення ремонтних робіт у головних містах турніру: Варшаві та Києві.
Київ виправдав довіру УЄФА, завершивши 15 жовтня 2008 демонтаж торговельного центру «Троїцький», чиє розташування у безпосередній близькості до стадіону було найпроблемнішим питанням на першому етапі підготовки столиці до турніру.

Лідерами щодо будівництва арен були Дніпропетровськ і Донецьк: 14 вересня 2008 року відбулася церемонія відкриття сучасного стадіону «Дніпро» у Дніпропетровську, а 29 серпня 2009 року відбулася урочиста церемонія відкриття найсучаснішого стадіону східної Європи «Донбас-Арена». Однак, попри це, замість Дніпропетровська (через неготовність аеропорту), право прийому матчів турніру перейшло до Харкова. У грудні 2009 року відкрито після реконструкції харківський стадіон ОСК «Металіст».

Чи не найнижчі темпи будівництва стадіону серед основних українських кандидатів показував Львів, де було лише створено проект майбутнього стадіону та виділено й очищено місце для побудови об'єкта. За півтора року будівельні роботи так і не було розпочато, а на початку жовтня 2008 р. австрійська компанія «AlpineBau» відмовилась виконувати замовлення львівської влади, бо сторони не зійшлися у розмірі фінансування робіт — 85 млн. євро, запропоновані міськвладою, не влаштували компанію, яка захотіла привезти до Львова власну техніку та австрійців-будівельників, що збільшило б кошторис. 23 жовтня 2008 року оприлюднено інформацію про переговори між керівництвом Львова та корпорацією ІСД (Індустріальний союз Донбасу), які завершились згодою корпорації на побудову львівської арени у терміни, встановлені УЄФА. Згодом корпорація ІСД була замінена на «Альтком», що змогла надолужити відставання від графіку. Станом на початок 2011 року було готово понад 50% арени.

## Будівництво стадіонів у Польщі

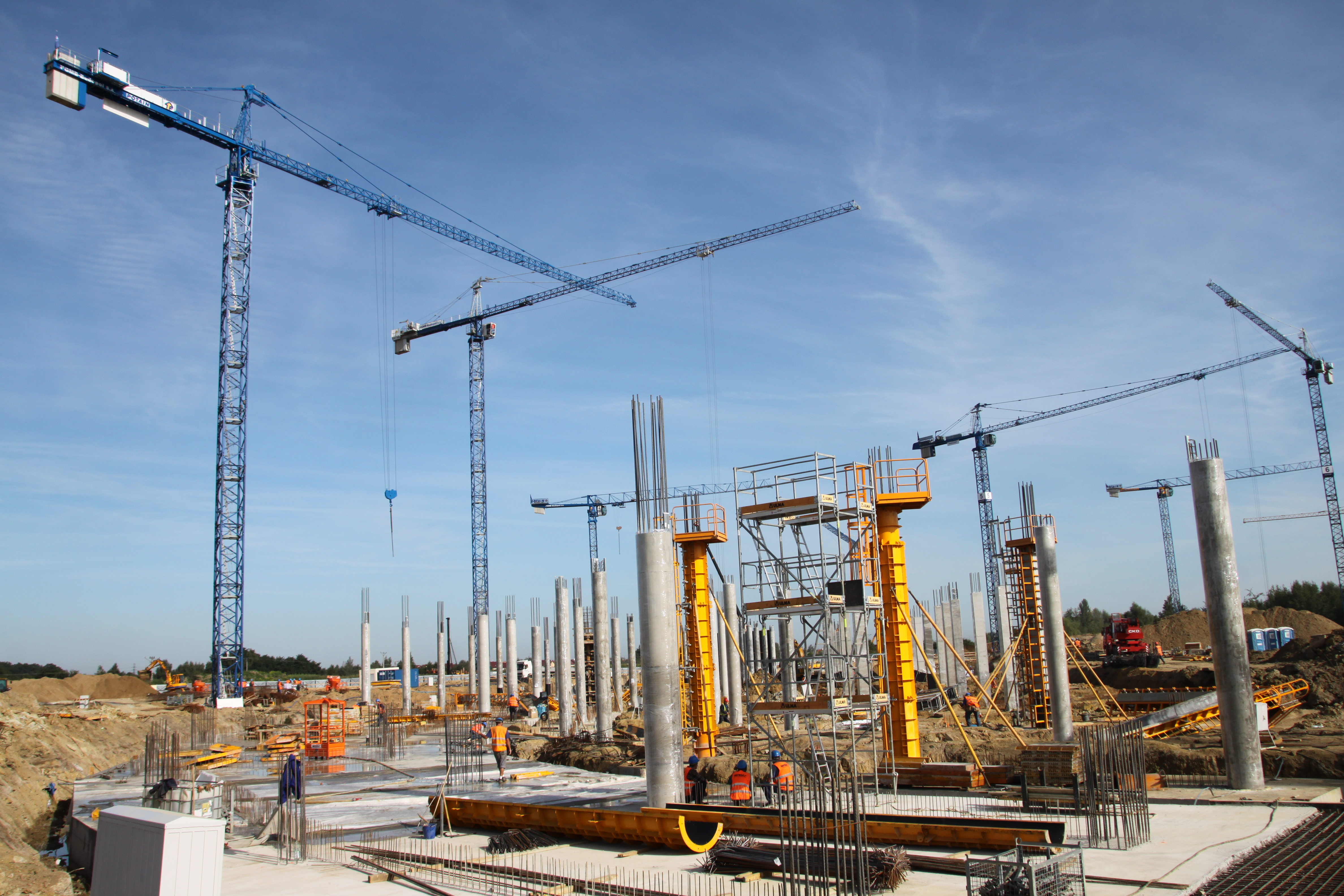
Будівництво Міського стадіону у Вроцлаві (2009)

1 лютого 2008 року було представлено будівництво Національного стадіону у Варшаві, на якому пройде матч відкриття. 29 вересня почали перший етап побудови стадіону, яким передбачає знесення і усунення решток конструкції колишньої арени Десятиліття.
9 квітня 2009 року закінчився тендер на 2-й етап будівництва стадіону. Найкращою визнали пропозицію німецько-австрійсько-польського консорціуму у складі «Alpine Bau Deutschland AG», «Alpine Bau GmbH» i «Alpine Construction Polska Sp. z o.o.», «Hydrobudowa Polska SA» і «PBG SA».
15 грудня 2008 року розпочалося будівництво Гданської арени. Відомо, що дах стадіону буде виконано у шести відтінках бурштину, а сам стадіон матиме 7 надземних та 1 підземний рівень, і разом з додатковими приміщеннями займатиме територію 34 га. Гданська арена, довжина якої складе 227 метрів, ширина — 194 м, а висота — 45 метрів, має бути споруджена до 2011 року і матиме місткість 44 тис. глядачів.
Муніципальний стадіон в Познані буде суттєво реконструйовано до 2010 року. У Вроцлаві постане нова арена місткістю у 42 771 осіб (будівництво розпочалося у квітні 2009 року).

## Рішення про список міст-господарів 13 травня 2009

Euro-2012: міста-господарі

На засіданні Виконавчого комітету УЄФА в Бухаресті 13 травня 2009 року було визначено 4 міста-господарі Євро в Польщі і 4 попередні міста-господарі в Україні:
| - Варшава - Вроцлав - Гданськ - Познань | - Київ - Донецьк - Львів - Харків |

Таким чином було остаточно відхилено заявки Кракова, Хожова, Дніпропетровська та Одеси. 

### Остаточне рішення про міста-господарі в Україні
11 грудня 2009 року та 4 жовтня 2010 року після засідань Виконкому УЄФА ухвалено остаточне рішення про розподіл матчів міст-господарів України та Польщі, які проведуть Євро-2012. В Україні турнір прийматимуть чотири міста: Київ, Донецьк, Львів і Харків. Право провести Фінал Чемпіонату Європи затверджено за київським НСК «Олімпійський».

## Відкриття стадіонів до Євро-2012

### Польща
20 вересня 2010 року у Познані концертом Стінга офіційно відкрили «Муніципальний».
14 серпня 2011 року в Гданську матчем між «Лехією» і «Краковією», який закінчився з рахунком 1:1 була відкрита «ПГЕ Арена-Гданськ».
17 вересня 2011 концертом поп-співака Джорджа Майкла у Вроцлаві був урочисто відкритий «Міський».
29 січня 2012 року відбулася урочиста церемонія відкриття Національного стадіону у Варшаві, восьмої та останньої арени для матчів фінального турніру Євро-2012.

### Україна
8 жовтня 2011 року в Києві після реконструкції концертом відомої співачки Шакіри був офіційно відкритий НСК «Олімпійський».
29 жовтня 2011 року концертом Анастейші офіційно відкрили новий стадіон у Львові — Арена Львів.

## Нецільове використання коштів в Україні
В Україні під час підготовки до турніру державні та приватні структури значно завищували вартість робіт, що спричинило багатомільйонні збитки державного бюджету. Усі роботи було профінансовано з державного бюджету з огляду на відсутність іноземних інвестицій через недовіру до української економіки та влади, а джерелом коштів стали податки та урядові позики. У квітні 2010 року уряд Миколи Азарова прийняв постанову, що дозволила організаторам самостійно вибирати компанії поза тендером чи конкурсом. Це рішення збільшило непрозорість вибору виконавців робіт, багато з яких зареєстровано в офшорних зонах, серед яких Кіпр і Беліз (у Белізі зареєстровано компанії Eurobalt Limited та Sorena Export Limited, що володіють більшістю акцій ТОВ «Шляхове будівництво „Альтком“» (Донецьк) — одного з найбільших виконавців робіт з підготоки до Євро-2012 в Україні). Видання «Українська правда» опублікувало матеріал, де доведено зв'язок голови Національного агентства з питань Євро-2012 Бориса Колесникова та ТОВ «АК Інжиніринґ», що з 2010 року стала одним з трьох генпідрядників реконструкції НСК «Олімпійський».
2011 року порушено кримінальну справу за фактом фальсифікації підписів на митних деклараціях, за якими генпідряднику «АК Інжиніринґ» для встановлення на НСК «Олімпійський» мала надійти німецька сантехніка на суму 119,8 млн гривень, якої стадіон так і не отримав. У квітні 2011 року перевірка КРУ виявила порушення генерального підрядника — компанії «Київміськбуд» — при реконструкції НСК «Олімпійський». Дев'ять субпідрядних організацій завищували ціни на матеріали і використали зайве обладнання на суму 2,9 мільйона гривень.
Вартість будівництва нового 84-кілометрового відрізку шосе на чотири смуги між прикордонним пунктом Краковець та Львовом збільшено від попередньо заплановних 1,4 до близько 4 млрд гривень, що робить вартість будівництва 1 км дороги у 2-3 рази вищою, ніж, наприклад, у США. На проведення експертизи технічної документації з будівництва стадіону у Львові з бюджету було виділено 15,1 млн гривень, хоча насправді ця процедура коштувала близько 180 тисяч гривень.
Рахункова палата України у січні-лютому 2011 року повідомила, що аудит використання коштів держбюджету, виділених на реконструкцію ОСК «Металіст» у Харкові виявив, що вартість реконструкції об'єкта комунальної власності завищена на 230,2 млн грн.: вона враховує вартість робіт, що виконані або передбачені до виконання комерційними структурами на об'єктах спорткомплексу, які були відчужені та не належать замовнику.
Державні збитки від позатендерного обрання підрядників для підготовки до Євро 2012 ілюструє порівняння замовлень карт місцевості та путівників для іноземних гостей у Києві та Львові. У столиці України ці товари були в останній момент замовлені в невеликій кількості без тендера у ТОВ «Балтія-Друк» на загальну суму 1,6 млн грн. У Львові, натомість, друк карт було замовлено вчасно за результатами тендерного відбору в більшій кількості за меншу ціну. Ціна однієї карти у Києві виявилася у понад 10 разів вищою і сягнула 30 грн.:
|                   | Київ           | Львів         |
| ----------------- | -------------- | ------------- |
| Процедура         | Без тендера    | З тендером    |
| Загальна сума     | 1600 тис. грн. | 229 тис. грн. |
| Кількість виробів | 55,7 тис.      | 224 тис.      |
| Ціна виробу       | 30 грн.        | 1-3 грн.      |